# Воронин, Дмитрий Андреевич
Дмитрий Андреевич Воро́нин (род. 7 февраля 1985) — российский самбист, призёр чемпионатов России, призёр Кубка России, мастер спорта России международного класса.

## Спортивные результаты
- Первенство России по самбо среди юниоров 2007 года — [1];
- Чемпионат России по самбо 2009 года — ;
- Чемпионат МВД России по самбо среди МВД, ГУВД, УВД — [2];
- Кубок России по самбо 2010 года — [3];
- Кубок мира по самбо 2011 года — 4 место[4];
- Чемпионат России по самбо 2013 года — ;
- Абсолютный чемпионат России по самбо 2013 года — ;